# Falsos recuerdos
Los falsos recuerdos son recuerdos de un evento que no ocurrió o una distorsión de un evento que ocurrió, según se puede saber por hechos corroborables externamente.

## Concepto
Un recuerdo falso es un recuerdo de un evento que no ocurrió o una distorsión de un evento que ocurrió, según se puede saber por hechos corroborables externamente.
Existe una corriente que investiga la posible existencia de falsos recuerdos.
La psicóloga estadounidense Elizabeth Loftus (n. 1944) sostiene que es posible inducir y crear autogénicamente falsos recuerdos por diversos procedimientos, en que las personas forman sus recuerdos con la información que retienen de su pasado, sus conocimientos generales y demandas sociales
y que técnicas como la hipnosis, rebirthing y la «terapia de recuperación de la memoria» entre otras, pueden inducir la formación de recuerdos falsos. Según esta autora, estas técnicas pueden llevar a hacer creer a un individuo que fantasías y hechos que nunca ocurrieron son reales. Ella sugiere que algunos recuerdos falsos se forman a través del «ensayo» o repeticiones de un evento que fue confirmado como fantástico. Después de pensar repetidamente y visualizar un evento una persona puede comenzar a «recordar» este como si hubiera pasado en la realidad. Después de una entrevista tal persona podría asegurar haber recordado el evento cuando en realidad eran sólo «visualizaciones previas» que le parecían familiares. El ensayo es el mecanismo más fuerte para pasar un evento de la memoria a corto plazo a la memoria a largo plazo. El ensayo de información incorrecta lleva a la formación de memoria de largo plazo incorrecta. Esto se aplica a ambos tipos de recuerdos: el real y el implantado.
Su opinión es que la memoria involucra reconstrucción, no solamente recuerdo. Por ejemplo, un niño puede recordar a su madre de pie al lado de la mesa con una expresión de ira y con un cuchillo grande y afilado, vociferando frente al padre, quien gritaba y parecía muy asustado. Este recuerdo podría ser parcialmente preciso, pero en realidad el niño está recordando fragmentos de una fiesta de Acción de Gracias: la madre estaba cortando el pavo y cantando en voz alta, y la expresión del papá se debe a que le está gritando al perro para que se quede quieto. Posteriormente, ese fragmento de recuerdo puede hacerse interpretar «correctamente» como que «mamá era violenta y papá siempre tenía miedo de ella».[cita requerida]
Los defensores de los recuerdos recuperados enfatizan sobre la importancia de distinguir entre los recuerdos comunes y los traumáticos. Según la psicóloga estadounidense Elizabeth Loftus, los recuerdos traumáticos también pueden ser implantados. Loftus y Pikrell sostienen que implantaron exitosamente el recuerdo falso de haberse extraviado en un centro comercial.
Según esta autora la creación de falsos recuerdos puede involucrar la combinación de sugerencias de falsos hechos junto con sucesos verdaderos, la sensibilización a dichas sugerencias usando imaginería, la inducción por el testimonio de otras personas con respecto a los hechos o detalles falsos, o el lenguaje utilizado para describir un evento (por ejemplo, preguntar sobre un percance automovilístico usando la palabra «estrelló», en lugar de «chocó»).
Pero los estudios sobre recuerdos traumáticos implantados y sus efectos relacionados, como en el trastorno por estrés postraumático y el trastorno de identidad disociativo, son incipientes, puesto que tales estudios en escenarios clínicos y académicos no serían éticos, y hay que recurrir a situaciones reales previas con bajo o ningún nivel de control.

## Síndrome del falso recuerdo
El síndrome del falso recuerdo (FMS, False memory syndrome) es un concepto creado por la psicóloga estadounidense Elizabeth Loftus (n. 1944), que describe una condición en la que la identidad y relaciones de una persona son afectadas por recuerdos que son factualmente incorrectos pero que la persona cree fuertemente.
Peter J. Freyd originó el término, el cual la False Memory Syndrome Foundation (FMSF) luego popularizó. El término no es reconocido como un trastorno mental en ningún manual diagnóstico.
El principio de que las memorias pueden ser alteradas por influencias externas es aceptado por Loftus, Paterson, Schacter que se dedican a estudiarla.
Uno de los fundadores de la Fundación Síndrome de Falso Recuerdo (FMSF) fue Ralph Underwager, psicólogo que testificó en más de 200 juicios para la defensa de sujetos acusados de abuso sexual. En 1991, Underwager junto a su esposa Hollida Wakefield dieron una entrevista a la revista activista pedófila neerlandesa Paidika: The Journal of Pedophilia. Cuando se le preguntó «¿Elegir la pedofilia para usted es una elección responsable para los individuos?». Underwager respondió:

Seguro que es responsable. Lo que me llamó la atención a medida que llegué a saber más y comprender a las personas que eligen la pedofilia es que se dejan definir demasiado por otras personas. Esa suele ser una definición esencialmente negativa. Los pedófilos dedican mucho tiempo y energía a defender su elección. No creo que un pedófilo necesite hacer eso. Los pedófilos pueden afirmar audaz y valientemente lo que elijan. Pueden decir que lo que quieren es encontrar la mejor manera de amar. Yo también soy teólogo y como teólogo creo que es voluntad de Dios que haya cercanía e intimidad, unidad de la carne, entre las personas. Un pedófilo puede decir: «Esta cercanía es posible para mí dentro de las elecciones que he hecho». Los pedófilos están demasiado a la defensiva. Van por ahí diciendo: «Ustedes están diciendo que lo que elijo es malo, que no es bueno. Me están metiendo en la cárcel, me están haciendo todas estas cosas terribles. Tengo que definir mi amor como si fuera de una forma u otra ilícito». Lo que creo es que los pedófilos pueden afirmar que la búsqueda de la intimidad y el amor es lo que eligen. Con audacia, pueden decir: «Creo que esto es, de hecho, parte de la voluntad de Dios». Tienen derecho a hacer estas declaraciones por sí mismos como elección personal. Ahora bien, si pueden o no persuadir a otras personas de que tienen razón es otro asunto (risas).
Ralph Underwager

Ralph Underwager, Elizabeth Loftus y otros partidarios de la idea de «falsos recuerdos» de abuso se oponen a lo que ellos denominan «terapia de recuperación de recuerdos». Sin embargo, no existe una escuela de psicoterapia con ese nombre.
El síndrome de falso recuerdo carece de aceptación científica, no es validado por la comunidad científica internacional y no lo reconocen ni el DSM-5 ni la CIE-11 (clasificación internacional de enfermedades). Algunos investigadores nunca lo tomaron en serio porque su aparición se debió a intereses personales y nunca pudo ser probado. Según Charles Whitfield, Joyanna Silberg y Paul Jay fue un invento de padres acusados de abuso sexual y sus abogados como estrategia en los tribunales pero sin sustento en investigaciones psiquiátricas o médicas. Según estos doctores, a pesar de lo expresado por estos abogados, nunca se encontró evidencia de que los recuerdos de abuso sexual infantil hubieran sido implantados. El síndrome ha sido, desde entonces utilizado en juicios por abuso pero no en otros espacios.
La existencia de la amnesia disociativa y de la recuperación de recuerdos traumáticos son reconocidas en el DSM-5 y la CIE-11.
Más de 70 estudios con diversas poblaciones que han sufrido traumas, incluido el abuso sexual corroborado en el historial médico o de servicios sociales de la víctima, apoyan la existencia de la amnesia disociativa y la recuperación de recuerdos traumáticos. Existen también modelos neurobiológicos de estos procesos.
El debate sobre el Síndrome de Falso Recuerdo o Falsa Memoria apareció exclusivamente en relación con el tema del abuso sexual infantil. Se utiliza principalmente en los juzgados en casos en los cuales las supuestas víctimas experimentarían disociación, lo cual causaría represión del recuerdo traumático hasta otra etapa de la vida, cuando el recuerdo vuelve a la superficie bien sea naturalmente o con la ayuda de un profesional. Muchos defensores del FMS critican ambos métodos de recobro de recuerdos, argumentando que los terapeutas y los psiquiatras accidentalmente implantan dichos recuerdos falsos.
Las acusaciones de abuso sexual infantil por parte de los progenitores (en especial el padre) generaron la pregunta sobre como puede determinarse de modo confiable si la denuncia es verdadera o falsa. Esto, a su vez, generó una corriente de backlash o de oposición al hecho de creerles a los niños las denuncias por abuso sexual.
La Fundación para el Síndrome de Falso Recuerdo (FMSF) fue formada por un grupo de padres que habían sido acusados de abuso sexual infantil con el objetivo de cuestionar dichas acusaciones. Cuenta con el apoyo de grupos de padres que han sido alejados de sus hijos por causas judiciales, por los abogados que los defienden de esas acusaciones y por profesionales que trabajan como peritos de parte en estos casos frente a los juzgados.
A su vez tiene abogados y académicos que apoyan la causa y que promueven la hipótesis del FMS y critican la validez de los recuerdos recobrados.
La fundadora de la FMSF es la «experta en memoria» Elizabeth Loftus. La FMSF coopera con las organizaciones anti-pseudociencia CSICOP y La Sociedad de Escépticos (The Skeptics Society), las cuales consideran que los recuerdos recuperados son pseudociencia típica pero especialmente peligrosa.
A su vez este síndrome es considerado pseudocientífico, al igual que el SAP al no tener aceptación entre la comunidad científica internacional. No ha sido validado por las dos instituciones más reconocidas en el mundo en términos de salud y trastornos mentales: la Organización Mundial de la Salud en su CIE-11 y la Asociación Americana de Psicología con su DSM V.
En la década de 1980 comenzó a estudiarse en profundidad el abuso sexual infantil. Las acusaciones contra «padres de familia» generó la aparición de hipótesis como la de los falsos recuerdos.
Según la False Memory Syndrome Foundation, los niños mienten y los falsos recuerdos han sido protagonistas en muchas investigaciones y casos judiciales, incluyendo especialmente casos de supuesto abuso sexual. Sus investigaciones apuntan fudamentalmente a demostrar que muchas acusaciones de abuso sexual infantil al progenitor son consecuencia de la implantación de falsos recuerdos.
Dichas acusaciones falsas serían consecuencia de la implantación en la memoria del niño de un falso recuerdo de abuso sexual y responderían a los intereses de la madre o el progenitor que detenta la guarda. Los niños son inducidos por la madre a denunciar abusos inexistentes e inventados y luego terminan creyéndoselo realmente pero no son auténticos del niño. Se utiliza el mismo concepto de alienación que en el SAP y se supone que el psicólogo es quien debería conducir el interrogatorio del niño para que entre en contradicción y el profesional pueda detectar la falsedad o autenticidad de la acusación contra el padre. Es el psicólogo mismo, y no el juez, quien debería verificar la manipulación de la información que responde a los intereses del progenitor alienante:

Las llamadas «falsas memorias» se estructuran a partir de la compulsividad por mentir.

La compulsividad a mentir hace que el niño pase a manipular las informaciones, para ejercer un pretendido control y poder sobre las situaciones y los comportamientos de las personas de su entorno. El problema reside en la dificultad de distinguir la verdad de la falsedad, teniéndose en un comportamiento infantilizado de omnipotencia fantasiosa.